# تئوگنیس نیقیه
تئوگنیس نیقیه (زبان یونانی: Θέογνις؛ زادهٔ) کشیش و اسقف قرن چهارم نیقیه بود، پس از اولین شورای نیقیه به دلیل عدم تقبیح آریوس و سه‌گانه‌ناباوری تکفیر شد.
او در تاریخ به عنوان یک شرکت کننده حاضر در اولین شورای نیقیه در سال ۳۲۵ شناخته شده‌است. او یکی از اسقفان آریانیسم در آن مجلس بود. او سرانجام با دیگر حامیان آریان، زوپیروس (اسقف بارسا)، یوسبیوس نیکومدیا و ماریس کلسدونی، اعتقادنامه نیقیه را امضا کرد. او با سه اسقف دیگر آریان تبعید شد.